# روپی

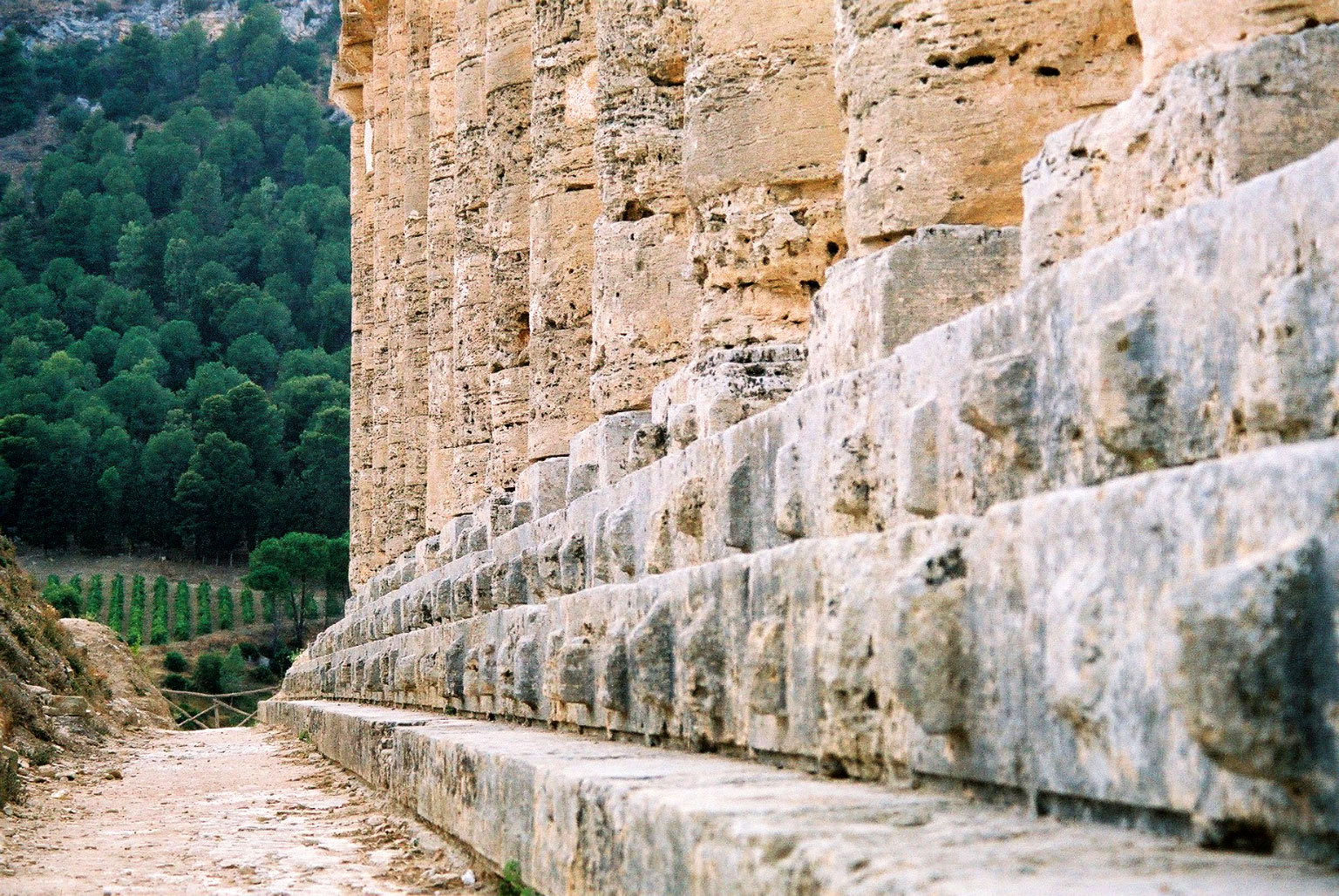
نیایشگاه دوری سگستا در سیسیل ایتالیا. بخش‌های سرپی در این نگاره به‌وضوح دیده می‌شوند.

روپـِی (به انگلیسی و فرانسوی: stylobate) صُفّه‌ای سنگی که روی بقیهٔ صُفّه‌های بخشِ پی در نیایشگاه‌های یونان باستان قرار می‌گرفت.
در معماری سبک دوری و ایونی، پی‌سازی بیرون از زمین (سرپی) از سه لایه تشکیل می‌شد. فوقانی‌ترین لایه روپی و زیرین‌ترین لایه بُن‌پی نام دارد.
روپی، که کف نیایشگاه را تشکیل می‌دهد، جایی است که ستون‌ها بر روی آن قرار می‌گیرند.
هر یک از سه صفهٔ سنگیِ سرپی به‌مرور کوچک‌تر ساخته می‌شدند. با این سبک پی‌سازی، پله‌هایی برای ورود به نیایشگاه به‌وجود می‌آمد.